# 14-й батальон территориальной обороны Черкасской области

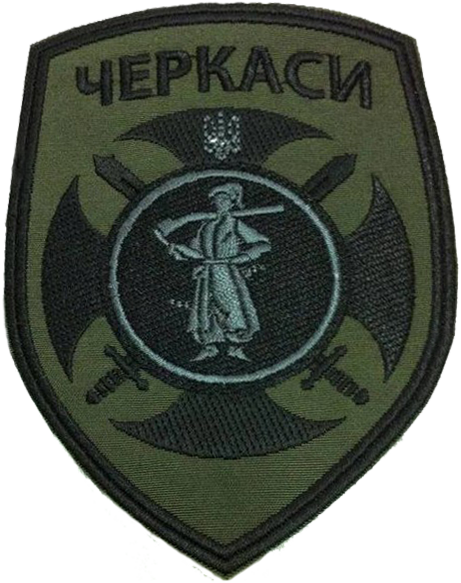
нарукавный знак защитной расцветки для полевой униформы

14-й батальон территориальной обороны «Черкассы» (укр. 14-й батальйон територіальної оборони «Черкаси») — отдельный батальон, созданный в Черкасской области и находящийся в оперативном подчинении Министерства обороны Украины.

## Предшествующие события
19 марта 2014 года Совет национальной безопасности и обороны Украины принял решение о создании оперативных штабов при областных государственных администрациях пограничных областей Украины. 30 марта 2014 года и. о. президента Украины А. В. Турчинов поручил руководителям областных администраций начать создание батальонов территориальной обороны в каждой области Украины.
30 апреля 2014 года было принято официальное решение возложить функции создания батальонов территориальной обороны в каждой области Украины на областные военные комиссариаты.

## Формирование батальона
Формирование батальона началось 6 мая 2014 года и проходило при содействии со стороны областной администрации Черкасской области и общественных организаций:
- так, 14 июня 2014 депутаты областного совета Черкасской области передали батальону партию снаряжения (66 бронежилетов производства Чехии, 65 кевларовых шлемов производства ФРГ, бинокли, тепловизоры, один GPS-навигатор, 60 спальных мешков) и продовольствие[6][7][8], а также сообщили, что «взяли на контроль» вопрос о финансировании батальона из средств бюджета Черкасской области[9]
- 16 июня 2014 батальон получил 14 разгрузочных жилетов[10]
- 20 июня 2014 волонтёры передали батальону партию обмундирования и снаряжения (50 спальных мешков, 100 камуфлированных футболок, 11 пар кожаных перчаток, наколенники), продовольствие, сигареты и спички[11]
- 12 сентября 2014 облвоенкомат, волонтёры и родственники военнослужащих передали батальону партию продовольствия (консервы и бутилированную воду) и противоударные щитки-наколенники[12]
- 20-21 сентября 2014 глава облсовета Черкасской области В. М. Коваленко передала батальону партию снаряжения (тёплую одежду и рации), продовольствие и сигареты[13]
- 21 января 2015 участники "Самообороны Майдана" передали батальону продовольствие и медикаменты[14]
- 16 февраля 2015 Черкасский лесхоз изготовил и передал батальону две передвижные бани, построенные на базе автоприцепов[15]

Боевую подготовку батальон проходил в Переяславе-Хмельницком
К 26 мая батальон был укомплектован до штатной численности (423 человек)
В июне 2014 был утверждён эскиз нарукавного шеврона для военнослужащих батальона.
В соответствии с указом президента Украины П. А. Порошенко № 44 от 11 февраля 2016 года оказание шефской помощи батальону было поручено Черкасской областной государственной администрации.

## Деятельность
С начала июля 2014 батальон выполнял задачи по охране государственной границы на юге Украины — в Котовском районе Одесской области.
В начале сентября 2014 года батальон был отправлен в зону боевых действий на востоке Украины.
9 сентября 2014 свыше 400 военнослужащих батальона, который находился на позициях под Волновахой в Донецкой области, написали рапорты об отказе выполнять поставленную задачу и отправляться на передовую
10 сентября 2014 один из военнослужащих батальона сообщил в интервью, что батальон уже потерял 5 человек ранеными
13 сентября 2014 на пресс-конференции военный комиссар Черкасской области Евгений Курбет подтвердил, что военнослужащие батальона уже участвовали в двух боях.
15 сентября 2014 было опубликовано видеообращение от бойцов батальона, которые сообщали, что батальон вновь готов воевать
1 октября 2014 в результате миномётного обстрела были тяжело ранены 2 военнослужащих батальона, 2 октября 2014 в зоне боевых действий погибли ещё два военнослужащих батальона, за период до 6 октября 2014 общие потери батальона составили 2 убитыми и 9 ранеными. 6 октября 2014 погиб третий военнослужащий батальона.
По состоянию на 26 октября 2014 батальон находился в районе Волновахи.
30 октября 2014 родственники военнослужащих батальона пикетировали военкомат с требованием вывести батальон из зоны боевых действий и вернуть военнослужащих в Черкасскую область.
22 ноября 2014 года военный комиссар Черкасской области Е. Курбет сообщил, что 21 ноября 2014 при выполнении боевой задачи в зоне боевых действий был ранен взрывом фугаса и госпитализирован один военнослужащий батальона.
24 января 2015 года военнослужащие батальона были выведены из зоны боевых действий и направлены на отдых к месту постоянной дислокации в Черкасской области. В июне 2015 года была проведена ротация личного состава батальона, в ходе которой часть военнослужащих батальона была демобилизована.
В дальнейшем, батальон был ещё раз направлен в зону боевых действий и находился в районе Волновахи. В начале августа 2016 года батальон был во второй раз выведен из прифронтовой полосы на отдых и переформирование. Потери батальона за два года с момента формирования до 10 августа 2016 составили 3 военнослужащих убитыми и около 50 ранеными.
Вадим Мазниченко — черкасский воин, участник 14-го батальона "Черкассы". 30 сентября 2014 года возле села Старогнатовка Донецкой области был ранен под минометным обстрелом, вследствие чего ему ампутировали одну ногу и руку. С момента возвращения в Черкассы после реабилитации в США, Вадим Мазниченко работает над воплощением инклюзивных идей в родном городе.

## Техника, вооружение и снаряжение
По состоянию на начало сентября 2014 года, на вооружении батальона имелось стрелковое оружие (автоматы АК-74, подствольные гранатомёты ГП-25 и ручные пулемёты РПК-74), несколько зенитных установок и один бронетранспортёр — модернизированный БТР-60 (на который вместо двух штатных двигателей ГАЗ-40П установили новый двигатель от грузовика МАЗ, новую коробку передач производства ЯМЗ и решётчатые противокумулятивные экраны), получивший название «Гайдамака».
Кроме того, в распоряжении батальона имелось несколько грузовиков и автобусов.
5 августа 2014 от Черкасской облгосадминистрации батальону передали 6 новых пикапов-внедорожников Nissan NP300, а в середине сентября — ещё один внедорожник «Nissan» (однако в дальнейшем этот «Nissan» изъяли из батальона и передали в распоряжение областного военного комиссариата Черкасской области).
15—18 сентября 2014 от Черкасской облгосадминистрации батальону передали 5 грузовиков (два ГАЗ-66, один ЗИЛ-131 и два КамАЗ-5320).
24 сентября 2014 батальон получил ещё два ГАЗ-66, 26 сентября 2014 — ещё два грузовика ГАЗ-66 и один бронированный джип «Ford F-150» — в результате количество грузовиков в батальоне увеличилось до 11.
5 октября 2014 батальону передали два внедорожника УАЗ-469 и один грузовик МАЗ, 8 октября 2014 - ещё один грузовик ГАЗ-66 (после чего количество грузовиков в батальоне увеличилось до 14).
29 ноября 2014 батальону передали два грузовика ЗИЛ-131. Как сообщил военный комиссар Черкасской области, после получения этой техники в батальоне насчитывается 65 автомашин, 23 из которых являются полноприводными.